# 奥村悳一
奥村 悳一（おくむら とくいち、1934年 - ）は、日本の経営学者。
- 立正大学名誉教授、横浜国立大学名誉教授。

　立正大学にてビジネスと社会、経営理念論を担当。
- 専門は経営学であるが、師匠が黒澤清であった為、会計学に関する論文もある。

## 略歴
- 1934年 愛知県名古屋市に生まれる
- 1956年 横浜国立大学経済学部卒業
- 1961年 東京大学大学院社会科学研究科博士課程修了
- 2012年 瑞宝中綬章受章[1]
- 現在 立正大学名誉教授、横浜国立大学名誉教授。

## 著書
- 『経営管理論』有斐閣，1997年
- 『経営学講義』中央経済社，1997年
- 『現代の経営と社会』中央経済社，1999年
- 『日系合弁企業の組織体制と管理システム―中国・青島を中心として』多賀出版，2003年